# Raad voor de Scheepvaart

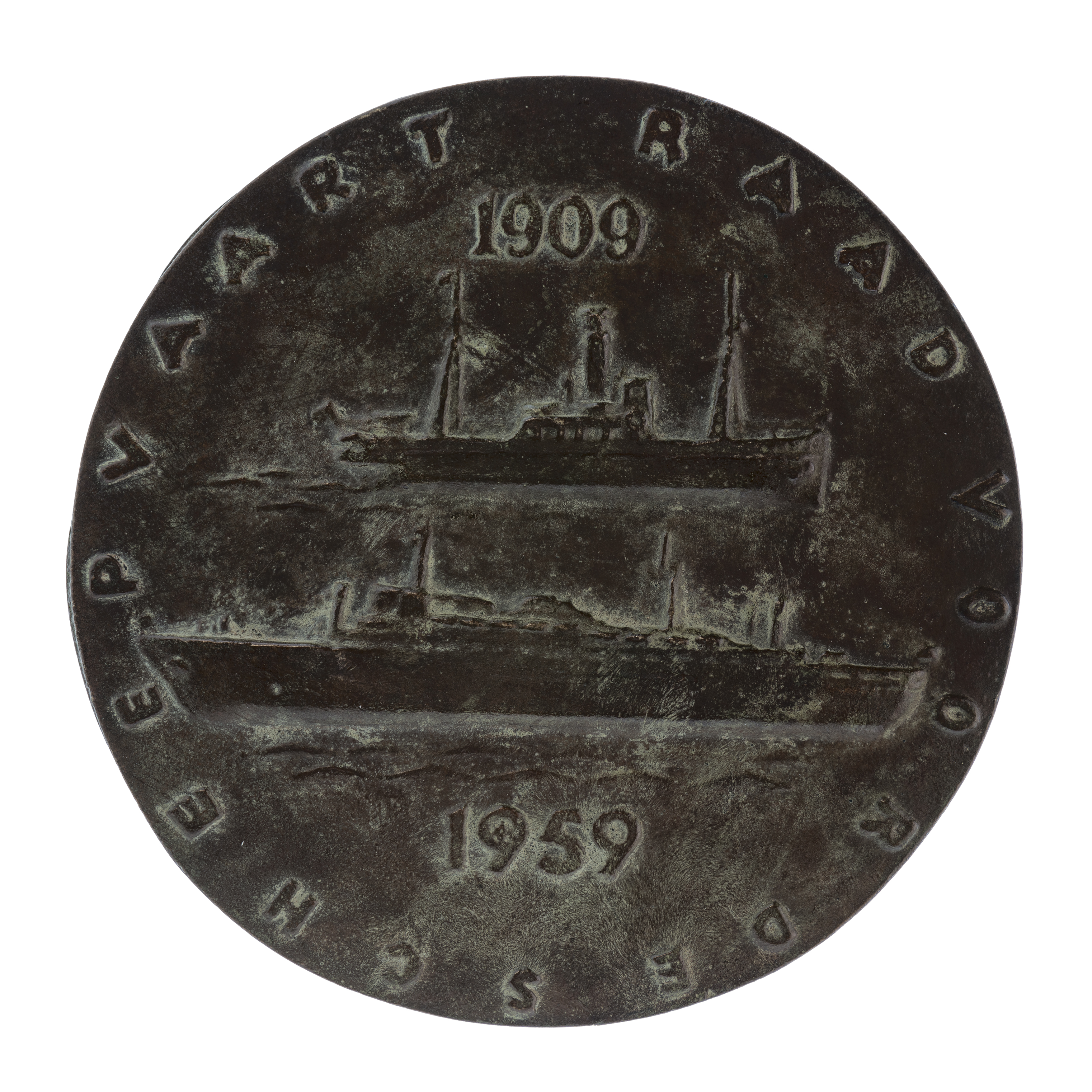
Penning bij het 50-jarig bestaan van de Raad voor de Scheepvaart in 1959

De Raad voor de Scheepvaart was een Nederlands college dat onderzoek deed naar ongevallen met scheepvaart. De raad functioneerde tevens als tuchtcollege en was zo ook belast met rechtspraak.
De Raad voor de Scheepvaart werd eind oktober 1909 op basis van de schepenwet geïnstalleerd. De raad viel onder het ministerie van Verkeer en Waterstaat en zetelde in de Beurs van Berlage.
De Raad voor de Scheepvaart is op 1 juli 2010 opgeheven. Een nieuw college, het Tuchtcollege voor de Scheepvaart, heeft per  1 januari 2010 de tuchtrechtelijke taken van de Raad voor de Scheepvaart overgenomen. Het onderzoeksgedeelte is overgedragen aan de Onderzoeksraad voor Veiligheid. De laatste voorzitter van het college was Udo Bentinck.